# 鹿踊りのはじまり

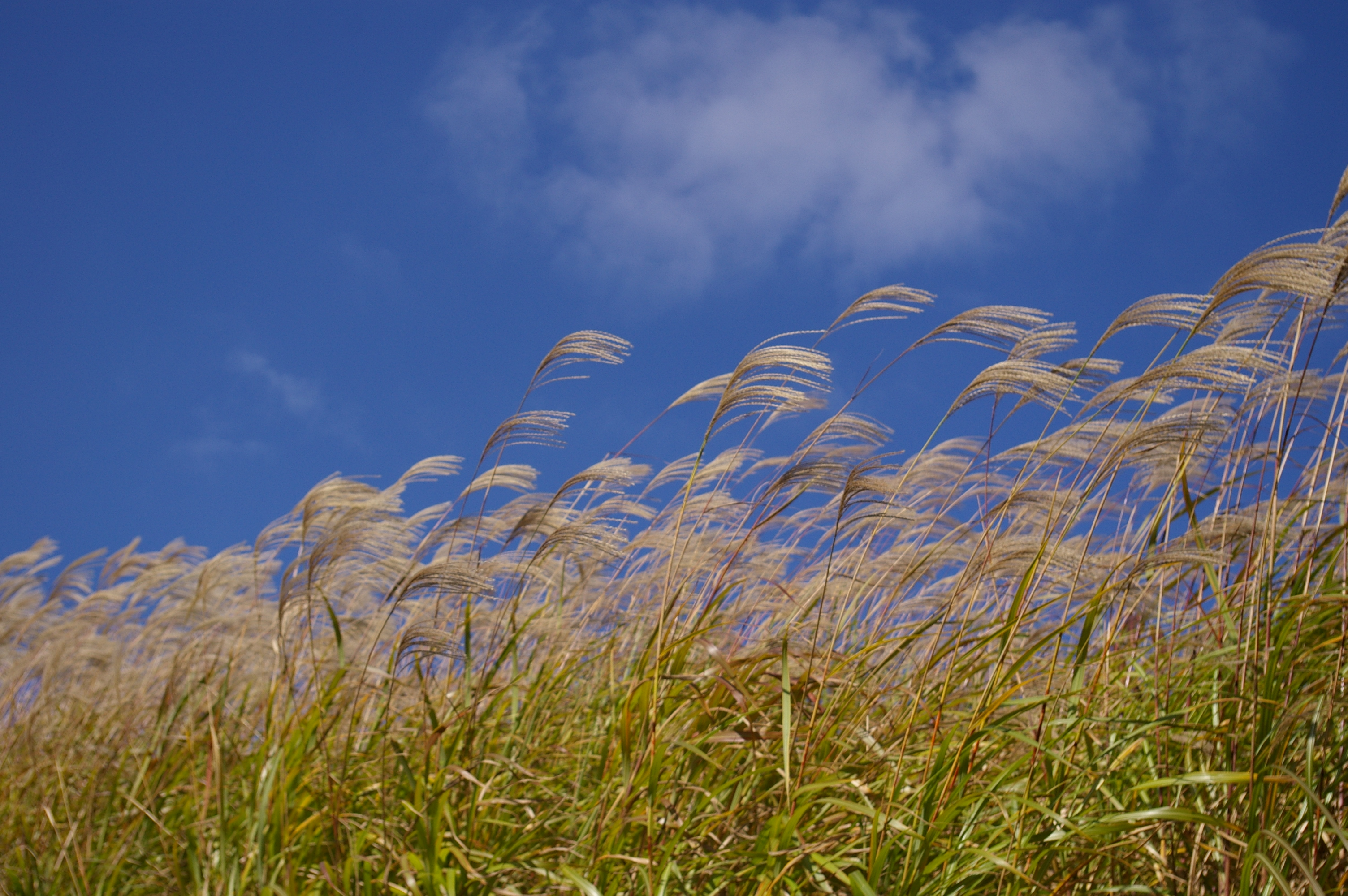
ススキと空

『鹿踊りのはじまり』（ししおどりのはじまり）は、宮沢賢治の童話。1924年（大正13年）に出版された、賢治の最初の童話集『注文の多い料理店』に収録された作品のひとつである。

## あらすじ
北上川の東側から移住して畑を開いて暮らしていた百姓の嘉十は、ある時、栗の木から落ちて足を痛め、湯治のために西の山にある温泉に出かけた。その途中、嘉十は持ってきた栃と粟の団子を食べ始めたが、鹿に食べさせようと少し残して出発した。　少し行ったところで、嘉十は手ぬぐいを忘れたことに気づいて引き返し、6頭の鹿の一団と遭遇する。
6頭の鹿は、見たことのない手ぬぐいに興味を持ち、周りをめぐって踊り始める。　すると嘉十は鹿のことばがわかるようになり、鹿たちが手ぬぐいの正体について、議論しているのが聞こえてくる。
鹿たちは手ぬぐいを生き物とみなして、警戒していたが次第に大胆となって、干上がったなめくじであろうと結論づける。　そして嘉十の残した栃団子を分けあう。　嘉十は一部始終を、すすきの陰に隠れて見ていたが、一頭ずつ歌を披露して、鹿たちが輪になって巡り踊るのを見て心を奪われ、自分も鹿になったような気がして飛び出してしまう。　鹿たちは一斉に西に向かって逃げ去って、夕焼けの野原に嘉十だけが残される。　
嘉十が、鹿たちによって穴のあけられた手ぬぐいを拾って、西に向かって歩きはじめるところで物語が終わる。

## 解説
本作は「私」が西風による伝聞を語るという形式になっており、「私」の語るエピソードの主人公が嘉十である。この物語は岩手県に伝わる「鹿踊り」をモチーフにしたものであり、「鹿踊りのほんとうの精神」がテーマとなっている。入植者である嘉十は、鹿の歌を聴き、改めて風景を見て思わず拝んでいる。賢治自身が起草したと推測される童話集の広告ちらしには、本作について「まだ剖（わか）れない巨きな愛の感情です。すすきの花の向い火や、きらめく赤褐の樹立のなかに、鹿が無心に遊んでいます。ひとは自分と鹿との区別を忘れ、いっしょに踊ろうとさえします」と記されている。
また、「私」によって語られる登場人物の会話はすべて東北地方の方言が使用されている。
この作品中で鹿が歌った6編の歌は、テレビドラマ『北の国から』の第1話で、登場人物のクマ（松下豪介）が純たちに労働について語る場面で登場している。

## 関連項目

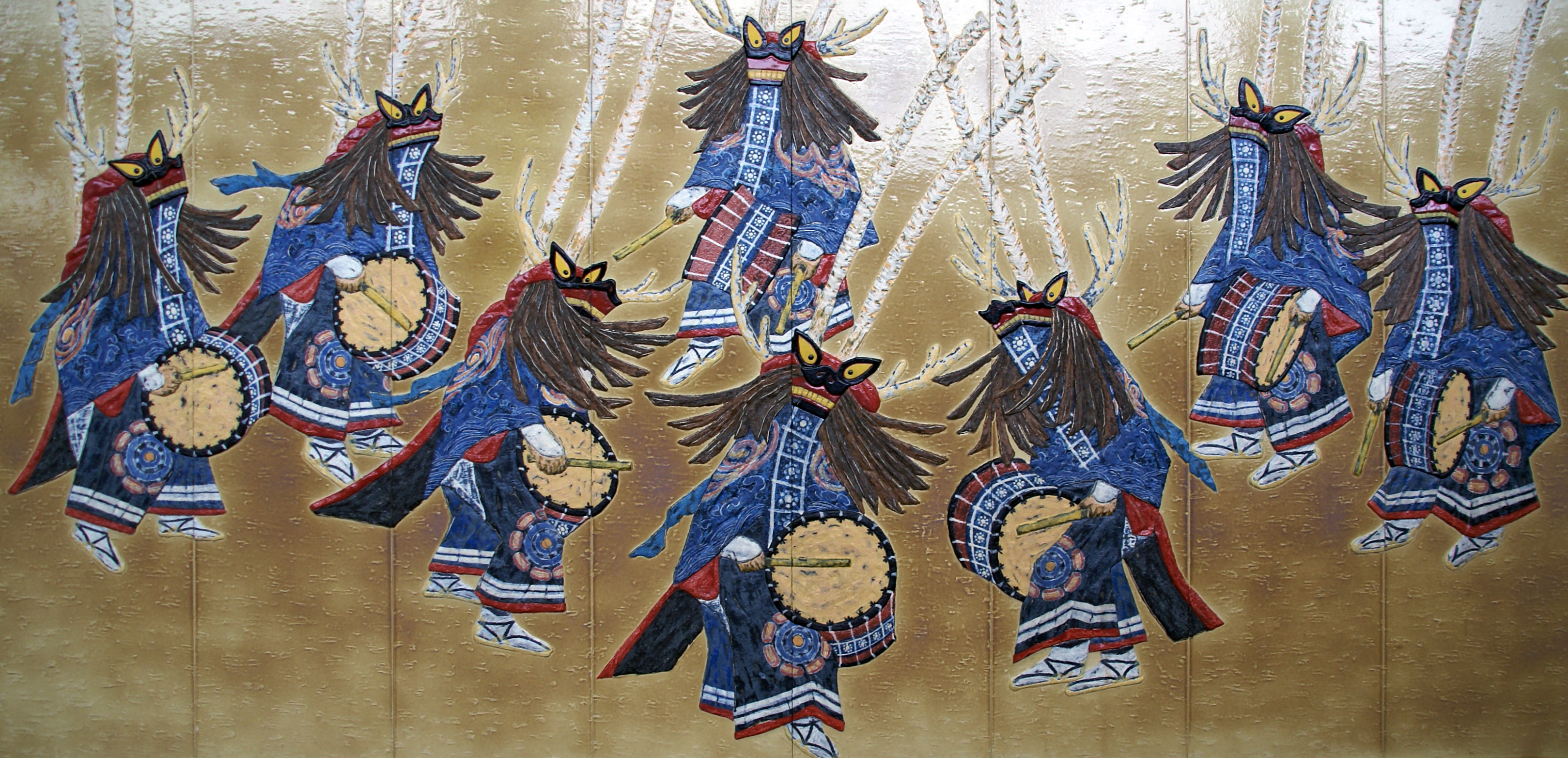
鹿踊（花巻空港）